# 雅马哈音乐传播
雅马哈音乐传播株式会社（日语：株式会社ヤマハミュージックコミュニケーションズ）是日本一家唱片公司，隶属于雅马哈音乐娱乐控股株式会社。

## 公司概要
雅马哈音乐传播株式会社于2000年5月1日由国际知名音乐乐器生产商雅马哈所建立。从本质上来说，雅马哈音乐传播株式会社实际上是波丽佳音旗下音乐公司AARD-VARK改制而成。
雅马哈音乐传播株式会社主要制作并发行由雅马哈音乐振兴会所发掘艺人的CD及其他产品。尽管与雅马哈音乐振兴会没有直接的资本关系，但是雅马哈音乐传播株式会社在成立之初，其总部与雅马哈音乐振兴会的总部都同样位于东京都目黑区下黑室3-24-22；并且雅马哈音乐传播株式会社前总裁乌野隆宏也是来自雅马哈音乐振兴会。
在成立之初，雅马哈音乐传播株式会社的母公司就是雅马哈。但是随着雅马哈在2007年6月1日成立了控股其旗下音乐事业的中间控股公司雅马哈音乐娱乐控股株式会社后，后者继承了前者在雅马哈音乐传播株式会社的全部股份并成为其母公司。波丽佳音曾经是雅马哈音乐传播株式会社成立初時的主要股东，但现在已经沒有直接關係。而音乐人中岛美雪从最初就是雅马哈音乐传播株式会社的代表董事，并且她的个人事务所岛有限会社（有限会社あいらんど）也是雅马哈音乐传播株式会社的主要股东。中岛美雪原本是波丽佳音旗下歌手，但是随着雅马哈音乐传播株式会社成立就移籍至此，同时她也是雅马哈音乐传播株式会社的招牌歌手。
此外，当雅马哈还叫“日本乐器制造株式会社”的时候，它在横滨的工厂从1925年的一段短暂时间里曾以“先锋唱片（パイオニヤレコード）”的名义制作和发行了一些音乐作品。藤原义江有一些歌曲的录音残本就保留在这里。

## 吉卜力相关
从2006年公映的《地海战记》开始，吉卜力工作室的动画电影主题曲通常都交由雅马哈音乐传播株式会社旗下的艺人演唱并由其制作和发行单曲。不过负责演唱《崖上的波妞》同名主题曲的“大桥望美与藤冈藤卷”中的藤冈藤卷则是隶属于日本索尼音乐娱乐旗下的SME Records，在这次演唱中是以租借的形式到雅马哈音乐传播株式会社。而2013年公映的《起风了》主题曲——由松任谷由实演唱的《飞机云》则是由日本环球音乐制作发行。以前吉卜力工作室的原声带是由德间日本传播负责，这些专辑也依旧由其继续制作和发行；而它所推出的《吉卜力的歌》等CD作品，里面有一些歌曲则是由雅马哈音乐传播株式会社提供。
同时也是从2006年的《地海战记》开始，吉卜力动画电影相关乐曲的乐谱集也都交由雅马哈音乐传媒株式会社负责发行。

## 销售代理
- 波丽佳音：2000年－2006年
- 爱贝克思娱乐（旧“爱贝克思音乐创意”）：自2006年4月1日起